# Rio Pilões (Santa Catarina)
O rio Pilões (também conhecido como Vargem do Braço) é um rio brasileiro do município catarinense de Santo Amaro da Imperatriz.
Junto com o rio Cubatão abastece as cidades de Florianópolis (capital do Estado) e de São José.
Nasce no Parque Estadual da Serra do Tabuleiro, criado para preservar os mananciais que abastecem a região. O rio está localizado na comunidade da Vargem do Braço São João. 